# Du gamla, du fria
Du gamla, Du fria là quốc ca trên thực tế của Thụy Điển. Bài này do Richard Dybeck, một nhạc sĩ & là nhà khảo cổ người Thụy Điển, vào năm 1844. Sau đó, vào năm 1910, Louise Ahlén đã thêm lời vào bài hát, nhưng ít được sử dụng để hát chính thức.

## Lịch sử
Mặc dù hiến pháp Thụy Điển không đề cập đến một bài quốc ca chính thức, "Du gamla, du fria" vẫn được công nhận phổ biến và được sử dụng, ví dụ, tại các nghi lễ của chính phủ cũng như các sự kiện thể thao. Nó lần đầu tiên bắt đầu giành được sự công nhận như một bài ái quốc ca trong thập niên 1890, và vấn đề về tình trạng của nó đã được tranh cãi qua lại cho đến những năm 1930. Năm 1938, công ty phát thanh dịch vụ công cộng Thụy Điển, Sveriges Radio bắt đầu trình nó vào chiều tối hôm đó, đánh dấu sự khởi đầu của tình trạng thực tế như bài hát quốc ca mà từ đó đã có.
Mặc dù niềm tin rằng nó đã được thông qua như là quốc ca năm 1866, không có một sự công nhận nào được chính thức chấp nhận. Một loại công nhận chính thức là khi Vua Oscar II trong một bữa ăn tối tại Đại học Lund đã đứng dậy khi bài hát được trình diễn, lần đầu tiên vào năm 1893. Năm 2000, Cơ quan lập pháp Riksdag từ chối, là "không cần thiết" khi đề xuất để đưa ra bài hát chính thức về mặt pháp lý. Riksdag kết luận rằng bài hát đã được sáng tác như là bài hát của người dân, không phải bởi hệ thống chính trị, và cho rằng nó là cách tốt nhất để giữ nó theo cách đó.
Lời bài hát gốc được viết bởi Richard Dybeck năm 1844, với giai điệu một biến thể của bản ballad Kärestans död. Loại bản ballad được phân loại là D280 trong các loại bản ballad thời Trung cổ Scandinavia; biến thể từ Västmanland mà Dybeck sao chép được phân loại là SMB 133G.  Nó được ghi nhận bởi Rosa Wretman vào đầu những năm 1840. Dybeck xuất bản văn bản truyền thống trong Folk-lore I, và giai điệu vào năm 1845 trong Runa của mình, nơi ông cũng xuất bản văn bản mới của mình "Sång till Norden" ["Bài hát vùng đất Bắc"].
Bản thân Dybeck ban đầu đã viết phần đầu là "Du gamla, du friska" (tiếng Việt: "Người cổ đại, Người cường tráng"), nhưng cuối những năm 1850, ông đã đổi lời thành "Du gamla, du fria" (Người cổ đại, Người tự do). Bài hát đã được xuất bản trong một số cuốn sách bài hát và hát với "Du gamla, du friska", nhưng một linh mục đã biết Dybeck có cơ hội để nói với ca sĩ gắn liền với ca khúc, ca sĩ opera Carl Fredrik Lundqvist, về sự thay đổi trong năm 1900. Từ thời điểm đó, các bản in của phiên bản "friska" đã không còn được nhìn thấy trong sách bài hát nữa, nhưng bản thu âm từ năm 1905 mà nó được hát với "friska" vẫn tồn tại The Swedish composer Edvin Kallstenius made an orchestral arrangement of the national anthem in 1933..
Vào đầu thế kỷ 20, nhiều người coi bài hát không phù hợp như một bài quốc ca. Vào những năm 1890, nó bắt đầu được in trong các cuốn sách bài hát trong phần dành cho các bài hát yêu nước, nhưng cuối những năm 1920, đôi khi nó được xuất bản giống như "âm nhạc dân gian". Năm 1899 một cuộc thi được tổ chức để viết một bài quốc ca. Nó đã dẫn đến Verner von Heidenstam viết "Sverige" của mình, nhưng đã không chọn được quốc ca mới nào.
Tình yêu nước rõ ràng không xuất hiện mặt trong văn bản của hai câu gốc, do chúng được viết theo tinh thần của chủ nghĩa Scandinavi phổ biến vào thời đó (nói chung là các nước Bắc Âu ở Thụy Điển, Na Uy và Đan Mạch). Sau khi bài hát bắt đầu có được trạng thái không chính thức của nó như là bài quốc ca de facto, nhiều người đã viết thêm câu để tăng " tính Thụy Điển" của bài hát. Lundqvist nói trên đã viết câu thứ ba của ông bắt đầu bằng "Jag älskar dig Sverige" (Con yêu người, Thụy Điển), Frans Österblom đã viết bốn câu bắt đầu bằng "Jag älskar min hembygd" ("Tôi yêu quê hương của tôi"). Vào năm 1910 Louise Ahlén thêm lời vào bài hát, nhưng ít được sử dụng để hát chính thức.

## Lời
| Bằng tiếng Thụy Điển | Ký tự Cyrill | Chuyển tự IPA | Dịch nghĩa |
| Du gamla, Du fria, Du fjällhöga nord Du tysta, Du glädjerika sköna! Jag hälsar Dig, vänaste land uppå jord, 𝄆 Din sol, Din himmel, Dina ängder gröna. 𝄇 Du tronar på minnen från fornstora da'r, då ärat Ditt namn flög över jorden. Jag vet att Du är och Du blir vad Du var. 𝄆 Ja, jag vill leva, jag vill dö i Norden. 𝄇 | Ду гамла, Ду фриа, Ду фьэллхёга норд Ду тюста, Ду глэдьерика шёна! Яг хэлсар Диг, вэнасте ланд уппаа йорд, 𝄆 Дин сол, Дин химмел, Дина энгдер грёна. 𝄇 Ду тронар паа миннен фраан форнштора да'р, даа эрат Дитт намн флёг ёвер йорден. Яг вет атт Ду эр о Ду блир вад Ду вар. 𝄆 Я, яг вилл лева, яг вилл дё и Норден. 𝄇 | [d̪ɵ̝˖βʲ gämˑl̪ä d̪ɵ̝˖β̥ʲ fɾ̥ɪ̝ʝä d̪ɵ̝˖β̥ʲ fjɛ̝l̪ˑhøə̯ɡä n̪ʊ̝βɖ ǀ] [d̪ɵ̝˖β̥ʲ t̪ʰʏs̪ˑt̪ä d̪ɵ̝˖βʲ gɫ̪ɛ̝d̪jɛ̠ɾɪ̝ʝ̥kä ɧøə̯n̪ä ‖] [jɒ̜ːɡ̊ hɛə̯l̪̊s̪ä ɖɪ̝ʝg vɛə̯n̪äs̪ˑt̪ɛ̠ l̪än̪ˑd̪ ɘ̞ᵝpːoə̯ jʊ̝βɖ ǀ] 𝄆 [d̪ɪ̝ʝ̥n̪̊ s̪ʊ̝βl̪ d̪ɪ̝ʝ̥n̪̊ hɪmˑɛ̠l̪ d̪ɪ̝ʝn̪ä ɛ̝ŋˑd̪ɛ̠ɹ gɾøə̯n̪ä ‖] 𝄇 [d̪ɵ̝˖β̥ʲ t̪ɾ̥ʊ̝βn̪äɹ̥ pʰoə̯ mɪn̪ˑɛ̠ɱ̊ fɾ̥oə̯ɱ̊ fʊ̝β̥ɳ̊ʂˑʈʊ̝βɾä d̪ɒ̜ːɹ ǀ] [d̪oə̯ æːɾät̪ d̪̊ɪt̪ˑ n̪̊äɱˑ fl̪̊øə̯ɡ øə̯vɛ̠ɹ jʊ̝βɖɛ̠n̪ ‖] [jɒ̜ːg veə̯t̪ ät̪ˑ d̪ɵ̝˖βʲ æːɹ ɔ d̪ɵ̝˖βʲ bl̪ɪ̝ʝɹ vɒ̜ːd̪ d̪ɵ̝˖βʲ vɒ̜ːɹ ǀ] 𝄆 [jɒ̜ː jɒ̜ːg vɪl̪ˑ l̪eə̯vä jɒ̜ːg vɪl̪ˑ d̪øə̯ ɪ̝ʝ n̪ʊ̝βɖɛ̠n̪ ‖] 𝄇 | Đất nước cổ kính, đất nước tự do, ôi quê núi phương bắc Thái bình thay, Hạnh phúc thay và tốt đẹp thay! Kính chào người, đất nước tôi yêu nhất trên Trái Đất, 𝄆 Chào những người con, bầu trời, sông núi của người. 𝄇 Người lên ngôi vào những kỷ niệm về những ngày xa xưa tuyệt vời, Khi vinh danh tên của bạn bay trên trái đất, Tôi biết rằng người đang và sẽ vẫn là những gì người đang có, 𝄆 Vâng, tôi muốn sống, tôi muốn chết ở miền đất Bắc. 𝄇 |

Lời được cho thêm bởi Louise Ahlén (thêm năm 1910, nhưng ít được hát):
Jag städs vill Dig tjäna, mitt älskade land,
Dig trohet till döden vill jag svära.
Din rätt skall jag värna med håg och med hand,
𝄆 Din fana, högt den bragderika bära. 𝄇
Med Gud skall jag kämpa, för hem och för härd,
för Sverige, den kära fosterjorden.
Jag byter Dig ej, mot allt i en värld
𝄆 Nej, jag vill leva jag vill dö i Norden!. 𝄇